# Claus Bergener
Claus Bergener (* 28. September 1932 in Hirschberg im Riesengebirge; † 6. November 2018 in Bonn) war ein Brigadegeneral des Heeres der Bundeswehr.

## Leben
Bergener wurde am 26. Juni 1970 Bataillonskommandeur des Fernmeldebataillons 4 in der Nibelungenkaserne in Regensburg, was er bis März 1973 blieb. Im Oktober 1975 wurde er zum Oberst befördert. Später war er Referatsleiter im Führungsstab des Heeres, Stabsabteilung III (Führung), Referat 5 (Führungssysteme, Fernmeldeführung, elektronische Kampfführung) im Bundesministerium der Verteidigung auf der Hardthöhe in Bonn. Aus dieser Funktion wurde er am 1. Oktober 1982 nach Rheinbach versetzt, um Amtschef des Fernmeldeamtes der Bundeswehr zu werden. Mit Dienstantritt wurde er zum Brigadegeneral ernannt. Die Dienststellung des Amtschefs hatte er bis zu seiner Versetzung in den Ruhestand mit Ablauf des September 1990 inne.